# U-Bahnhof Lanza
Der U-Bahnhof Lanza ist ein unterirdischer Bahnhof der U-Bahn Mailand. Er befindet sich in der Nähe der gleichnamigen Straße (via Giovanni Lanza).

## Geschichte
Der U-Bahnhof Lanza wurde am 3. März 1978 bei der Inbetriebnahme der Teilstrecke Garibaldi FS–Cadorna FN der Linie M2 eröffnet.

## Architektur
Die architektonische Ausstattung wurde wie bei allen Bahnhöfen der Linien M1 und M2 von den Architekten Franco Albini und Franca Helg und vom Grafiker Bob Noorda gestaltet und ist von rotgefarbenen Wandpaneelen aus gehärtetem Glas geprägt.

## Anbindung
| Linie | Verlauf |
| ----- | --- |
|       | Cologno Nord – Cologno Centro – Cologno Sud – Gessate – Cascina Antonietta – Gorgonzola – Villa Pompea – Bussero – Cassina de’ Pecchi – Villa Fiorita – Cernusco sul Naviglio – Cascina Burrona – Vimodrone – Cascina Gobba – Crescenzago – Cimiano – Udine – Lambrate FS – Piola – Loreto – Caiazzo – Centrale FS – Gioia – Garibaldi FS – Moscova – Lanza – Cadorna FN – Sant’Ambrogio – Sant’Agostino – Porta Genova FS – Romolo – Famagosta – Abbiategrasso – Assago Milanofiori Nord – Assago Milanofiori Forum |